# 마크 프레쳇테

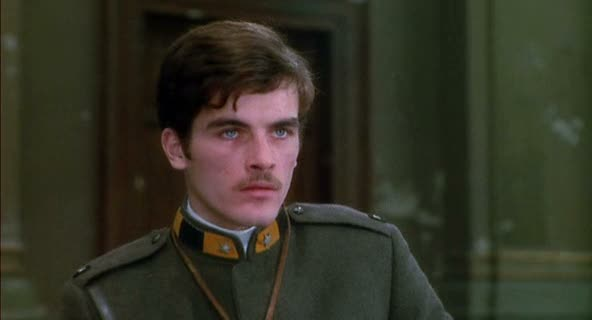

마크 프레쳇테(Mark Frechette, 1947년 12월 4일 ~ 1975년 9월 27일)는 미국의 배우이다.
보스턴에서 태어났다.

## 영화
- 매니 워즈 어고우 (1970년)
- 자브리스키 포인트 (1970년)